# Bruno Bolis
Bruno Bolis (Monza, 2 maggio 1928 – Monza, 12 luglio 2011) è stato un hockeista su pista e allenatore di hockey su pista italiano.

## Carriera
Inizia l'attività giocando a calcio nel Monza, la squadra della sua città, fino al 1945. Un infortunio lo blocca per circa quattro anni e quando riprende l'agonismo cambia completamente disciplina, dedicandosi all'hockey su pista. Con l'Hockey Club Monza gioca, nel ruolo di portiere, ininterrottamente fino al 1962, anno del suo definitivo ritiro, dopo aver disputato i mondiali. Vince quattro volte lo scudetto nel 1951, nel 1953, nel 1956 e nel 1961. Convocato in nazionale gioca tutti i maggiori tornei internazionali, europei e mondiali, sommando 160 presenze. Nel 1953 a Ginevra vince i campionati del mondo e quelli europei. Nel '55 a Barcellona vince i Giochi del Mediterraneo, quindi nel '56 a Parigi la Coppa Latina.

## Palmarès

### Giocatore

#### Club

##### Titoli nazionali
- Campionato italiano: 4

Monza: 1951, 1953, 1956, 1961

#### Nazionale
- Campionato mondiale: 1

Ginevra 1953
- Coppa Latina: 1

Parigi 1956

### Allenatore

#### Club

##### Titoli nazionali
- Campionato italiano: 2

Monza: 1965, 1966

### Libri
- Gianfranco Capra, Quaderni novaresi. Lino Grassi la storia dell'hockey, Novara, Zen iniziative, 2008.
- Gianfranco Capra Mario Scendrate, Hockey su pista in Italia e nel mondo, Novara, S.E.N., 1984.
- Fernando Castro, Campeonatos do mundo de hóquei em patins: contributos para a sua história, Despertar Memórias, agosto 2011, ISBN 978-989-20-2611-4.

### Pubblicazioni
- Gianfranco Capra Mario Scendrate, Hockey Novara. Tutti i nazionali, in Enciclopedia dello sport di Novara e VCO, supplemento al periodico "Tribuna Sportiva", 25 ottobre 1993, n. 66, Novara, 1993.
- Gianfranco Capra, Gli scudetti degli anni '40-'50, in Enciclopedia dello sport di Novara e VCO, supplemento al periodico "Tribuna Sportiva", 27 settembre 1993, n. 58, Novara, 1993.